# Perhat Tursun
Perhat Tursun (en ouïghour پەرھات تۇرسۇن, en chinois simplifié chinois simplifié : 帕尔哈提·吐尔逊, né en 1969 à Artux dans la région autonome du Xinjiang en Chine) est un écrivain ouïghour, romancier et poète. 

## Biographie

### Enfance, études et premiers écrits
Perhat Tursun naît en 1969 à Artux dans la région autonome du Xinjiang en Chine. Il fait partie des Ouïghours, une minorité turcophone, musulmane depuis le Xe siècle, et qui accepte mal la domination chinoise, récente à l'échelle de l'histoire de la région. Le jour de la naissance de Perhat, son père est en prison pour cause de soupçon d'insurrection et il lui choisit pour prénom Perhat, qui signifie « héros », exprimant ainsi cette volonté de liberté.
Enfant, Perhat Tursun refuse d'apprendre le chinois. Après sa scolarité, il obtient une bourse qui lui permet d'aller à l'université Minzu de Pékin. Il accepte alors d'apprendre le chinois, langue qui est aussi son seul moyen d'accès aux classiques occidentaux qu'il est en train de découvrir (il ne connaît pas l'anglais). Influencé par la découverte d'auteurs tels que William Faulkner, Franz Kafka, James Joyce, Sigmund Freud, ou Albert Camus, il prend l'habitude d'écrire des poèmes et des nouvelles.
C'est pendant cette période d'études à Pékin, dans les années 1980, que Perhat Tursun se lie d'amitié avec Tahir Hamut Izgil, autre intellectuel ouïghour. Tous deux prennent part à un groupe d'études qui se réunit deux fois par semaine pour discuter de classiques de la littérature occidentale, complètement méconnus des intellectuels et artistes ouïghours à cette époque. C'est également pendant les années 1980 que les Ouïghours se mettent à pratiquer un islam plus politique et plus dogmatique, en partie en raison de l'influence de courants venus du Moyen-Orient. Cette tendance ne correspond pas seulement à une évolution religieuse, mais aussi à une revendication politique : l'islam est vu comme un moyen de résister à l'État chinois et d'affirmer l'identité ouïghoure. L'État chinois répond par une répression de plus en plus violente. 

### Le scandale deL'Art du suicide
Vers la fin des années 1990, Perhat Tursun se trouve en porte-à-faux avec l'évolution du paysage politique et religieux dans le Xinjang. Ses écrits symbolistes et modernistes sont entièrement différents de ce qui s'était fait jusque là dans la littérature ouîghoure. En 1991, Perhat Tursun publie une nouvelle, Le Désert du Messie, qui évoque beaucoup Jésus et la Bible. Yalqun Rozi, autre intellectuel ouïghour, devenu très conservateur, se brouille avec Perhat à ce moment et critique violemment son récit en l'accusant d'être chrétien.
En 1999, Perhat Tursun publie le roman L'Art du suicide. Yalqun Rozi publie alors une tribune accusant l'auteur d'être un "ennemi de l'islam" sur la base d'une interprétation personnelle de quelques passages du livre, analyses que Tursun, lui-même musulman, désapprouve. Il se trouve en butte à de violentes critiques de la part d'autres intellectuels et notables, est quitté par sa femme et reçoit des menaces de mort. Les éditeurs au Xinjang refusent dorénavant de publier d'autres textes de Tursun au cours des années suivantes.
Quelque temps après, Perhat Tursun se remarie. Sa deuxième femme et lui ont ensemble une fille et un fils.

### Emprisonnement par le gouvernement chinois

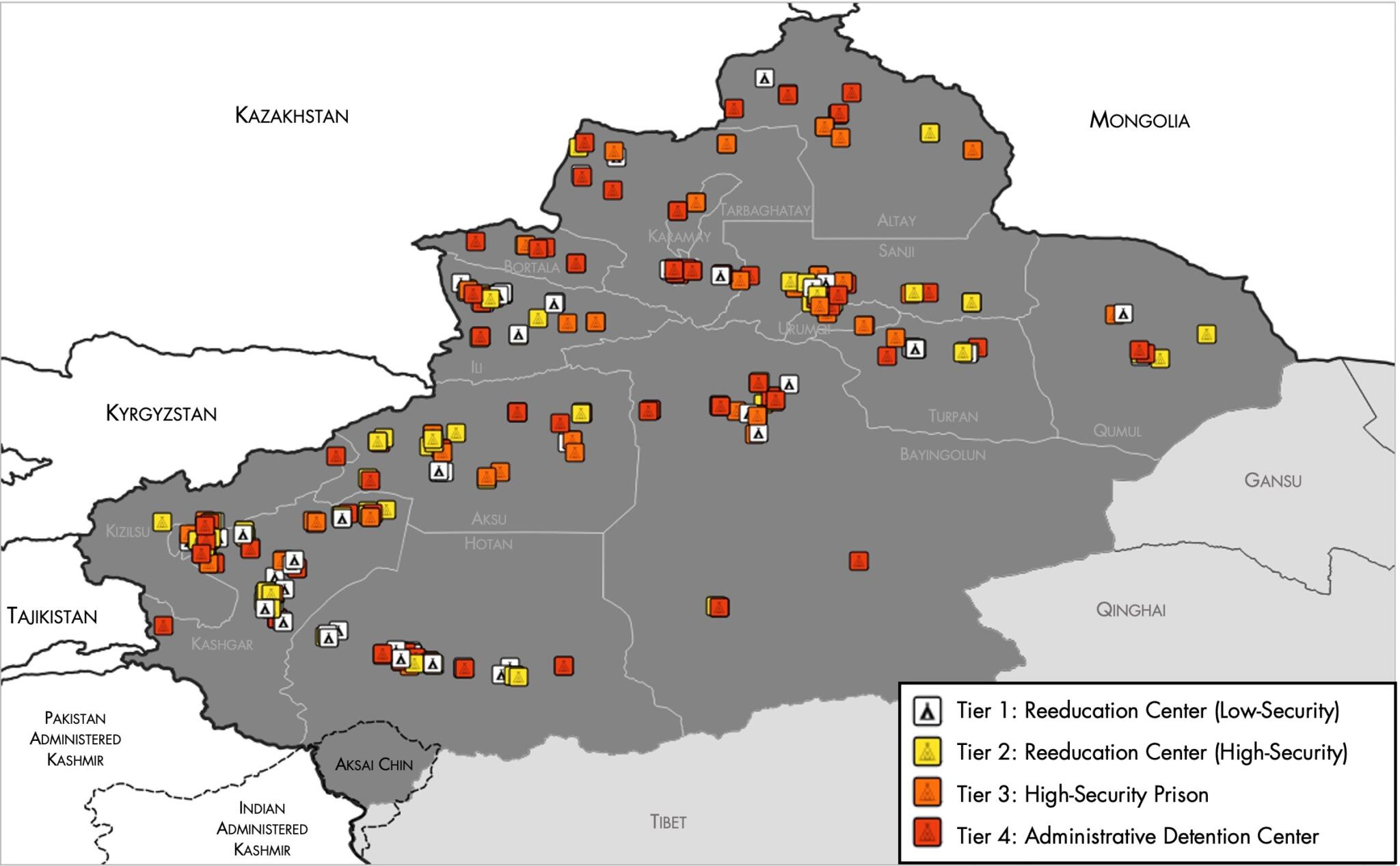
Carte des camps d'internement au Xinjang en mars 2021, établie à l'aide de données recueillies par les gouvernements américain et australien.

En 2017, l'État chinois commence à envoyer massivement des Ouïghours dans des camps d'internement au Xinjang, à commencer par les intellectuels. Au fil des années, la répression atteint un tel degré de systématicité et de violence qu'elle est de plus en plus qualifiée de génocide par les autres pays. Tahir Hamut Izgil encourage Perhat Tursun à fuir, mais ce dernier lui répond qu'il pense être interdit d'exil par le gouvernement chinois. Début 2018, les amis de Tursun, dont Izgil qui a fui aux États-Unis, apprennent que l'écrivain a été emprisonné. En 2020, on apprend que Perhat Tursun aurait été emprisonné sans doute en janvier 2018 et condamné à seize ans de prison,. Tahir Hamut Izgil s'emploie alors à faire publier les œuvres de son ami.
Des actions réclamant la libération immédiate de Perhat Tursun sont entreprises par des associations telles que PEN International.
En 2022, Perhat Tursun parvient à faire publier depuis sa prison The Backstreets, un roman évoquant un univers déshumanisé et absurde inspiré par le sort des Ouïghours au Xinjang.
À l'heure actuelle, Perhat Tursun est toujours détenu par le gouvernement chinois.

## Œuvres
- One Hundred Love Lyrics (1998)
- Le Désert du Messie, nouvelle (1998)
- L'Art du suicide, roman (1999)
- "Two Poems: 'Morning Feeling' and 'Elegy'," traduits en anglais par Joshua L. Freeman, Hayden's Ferry Review 48, p. 46–53 (2011)[6]
- The Backstreets: A Novel from Xinjiang, roman, traduit en anglais par Darren Byler et Anonymous, Columbia University Press (septembre 2022)[7]

## Traductions
- « Élégie », trad. Mukaddas Mijit, et « Sensations matinales », trad. Jérémie Cantaloube, deux poèmes, Littérature ouïghoure - Poésie et prose, Éditions Jentayu, 2022, p. 59-62
- « La Pelle de Platon », nouvelle, trad. Vanessa Frangville et Mukaddas Mijit, Littérature ouïghoure - Poésie et prose, Éditions Jentayu, 2022, p. 97-112.